# Veenendaal-Veenendaal 2002
La Veenendaal-Veenendaal 2002, diciassettesima edizione della corsa, si svolse il 18 aprile su un percorso di 209 km, con partenza ed arrivo a Veenendaal. Fu vinta dall'olandese Bobbie Traksel della squadra Rabobank davanti al connazionale Bart Voskamp e all'australiano Robbie McEwen.

## Ordine d'arrivo (Top 10)
| Pos. | Corridore         | Squadra                 | Tempo    |
| ---- | ----------------- | ----------------------- | -------- |
| 1    | Bobbie Traksel    | Rabobank                | 4h52'21" |
| 2    | Bart Voskamp      | Bankgiroloterij-Batavus | s.t.     |
| 3    | Robbie McEwen     | Lotto-Adecco            | s.t.     |
| 4    | Remco van der Ven | Bankgiroloterij-Batavus | s.t.     |
| 5    | Björn Leukemans   | Palmans-Collstrop       | s.t.     |
| 6    | Max van Heeswijk  | Domo-Farm Frites        | s.t.     |
| 7    | Michel Vanhaecke  | Landbouwkrediet-Colnago | s.t.     |
| 8    | Ronald Mutsaars   | Rabobank                | s.t.     |
| 9    | Karsten Kroon     | Rabobank                | s.t.     |
| 10   | Bram Schmitz      | Bankgiroloterij-Batavus | a 4"     |